# Ország-világ (1957–1992)
Az Ország-világ a Kultúrkapcsolatok Intézetének hetilapja volt.

## Története
1957. május 28-án jelent meg az első száma. A második világháború után a kor irányvonalát követő egyik olyan képes heti magazin, amely nyíltan a szovjet-magyar barátság előremozdítására jött létre. Az utolsó száma 1992. február 26-án (8.sz.) jelent meg alig túlélve a rendszerváltást. Mérete 31 cm. Képekkel gazdagon illusztrált. 
Kezdetben fekete-fehér később egyre több színes oldallal jelent meg. Először a előlap és a hátlap lett színes. Alapító főszerkesztője Alpári Pál volt. Kiadója a Kulturális Kapcsolatok Intézete (1957–1958), a Magyar–Szovjet Baráti Társaság (1958-1989), Pallas (1987–1991), a Gutenberg Kft. (1991–1992).
Melléklapjai: Nyári magazin (1977–1990), OV magazin (1991), Őszi magazin (1989–1990), Tavaszi magazin (1989–1990), Téli magazin (1982–1990). Az idők során több különszáma is megjelent: Egy forradalom képes krónikája (1990), Karácsonyi magazin (1977–1978, 1980–1982).
Az 1957-es szám még mellékletet is közölt: Fáklya, az MSZBT baráti körei részére.